# Ophiarachnella snelliusi
Ophiarachnella snelliusi is een slangster uit de familie Ophiodermatidae.
De wetenschappelijke naam van de soort werd in 1964 gepubliceerd door Austin Hobart Clark.